# Golozinci
Golozinci (makedonska: Голозинци) är en ort i Nordmakedonien.   Den ligger i kommunen Čaška, i den centrala delen av landet, 40 kilometer söder om huvudstaden Skopje. Golozinci ligger 289 meter över havet och antalet invånare är 134.